# Linea 77
Linea 77 is een Italiaanse nu-metalband, begonnen in 1993 in Venaria Reale, een plaats in het gewest Piëmont in Noord-Italië.

## Geschiedenis

### Het begin
Begonnen als coverband van Rage Against the Machine, is de naam van de band afgeleid van de bus die de leden namen naar hun gehuurde oefenzaal.
Aanvankelijk bestond de band, buiten de huidige leden, nog uit een derde zanger (Silvano, bekend als Sibba) en een andere gitarist (Marcolino, bekend onder de naam Colino), die de groep al in 1996 verlieten. Destijds maakte de huidige gitarist "Chinaski" nog geen deel uit van de groep, deze kwam er enkele jaren later bij.
In 1995 produceerde de groep zelf een demo met de titel Ogni cosa al suo posto, die een klein succes kende onder de liefhebbers van het genre. Twee jaar later, bij het label Dracma Records uit Turijn, produceerde de groep de tweede demo Kung Fu, die Linea 77 ook bekendheid buiten de provincie rond Turijn bracht.

### Eerste successen
Toen de groep in 1998 een contract met het Milanese label Collapse Records tekende, kwam de eerste versie van hun cd Too much happiness makes kids paranoid uit. Terwijl eerder voornamelijk in het Italiaans werd gezongen, gebeurde dat nu hoofdzakelijk in het Engels.
Bij het uitkomen van het album ging de groep op tournee en speelde zo'n honderd concerten door heel Italië. Op het Beach Bum Festival in Jesolo werd de groep opgemerkt door het Engelse label Earache Records, dat gespecialiseerd was in metal. De groep kreeg er een contract aangeboden.
Zo kwam in 2000 Too much happiness... nog een keer uit, onder leiding van Earache. In april van datzelfde jaar ging de band wederom op tournee, samen met Earthtone 9 en Kill II This. Tegelijkertijd werd hun eerste videoclip uitgezonden op MTV Italia. De single Meat, geregisseerd door Pete Bridgewater, werd regelmatig gedraaid op MTV en andere muziekkanalen in de wereld.

### Ketchup suicide,Numb
In 2001 kwam de cd Ket.ch.up sui.ci.de uit, opgenomen in de Backstage Studios te Ripley onder leiding van Dave Chang. Het album kwam op de 10e plek binnen in de "independent" hitlijst van het tijdschrift NME, terwijl het blad Rocksound Italia in november 200 zijn omslag aan de groep wijdde.
In maart 2001 wijdde MTV Europe een complete uitzending aan de groep, Linea 77 Select. Voor de promotie van het laatste album werden vervolgens twee videoclips gedraaid, een voor het titelnummer en een voor de single Moka, het enige Italiaanstalige nummer van de cd. In september 2002 kwam de tournee, tijdens welke onder meer het Reading Festival werd aangedaan, na bijna twee jaar tot een eind.
Reeds een maand na afloop van de tournee nam de groep het album Numb op, hun derde. In mei 2003 kwam het nieuwe album uit met daarnaast de single Fantasma, die de groep ineens naar de hoogste regionen van de Italiaanse rock bracht. De video van Fantasma, geregisseerd door Kal Karman, werd veelvuldig gedraaid op MTV Italia.
Op Numb werd samengewerkt met de electrogroep Subsonica voor het nummer 66 (diabulus in musica), dat naast Fantasma het enige Italiaanse nummer van de cd is. Voorts werd Roy Paci ingeroepen voor het trompetwerk. De andere single die van het album kwam, was het Engelstalige nummer Third moon.
Linea 77 ging nogmaals op tournee, waarbij onder meer België, Nederland, Duitsland, Engeland en Hongarije werden aangedaan. Het succes van het vijftal werd bevestigd door het liveoptreden voor 40.000 personen tijdens de grootschalige MTV Day in Bologna. Hiervan kwam later een live-cd in beperkte oplage uit, als bonus bij Numb. De tournee eindigde in 2004 in Rome tijdens de MTV Brand New Day. In november van hetzelfde jaar werd Linea 77 genomineerd als 'Best Italian Act' tijdens de MTV Europe Music Awards.

### Available for Propaganda
Voorafgegaan door een zomertournee kwam in september 2005 het album Available for propaganda uit. Dit vierde album werd opgenomen in Los Angeles, in de Paramount Studios. Voor mixen en mastering waren muziektechnici Dave Dominguez en Dave Collins verantwoordelijk, die hun sporen op de cd duidelijk nalieten. Buiten concerten in Italië deed de groep nu ook de hoofdsteden van Portugal, Spanje, Oostenrijk, Hongarije, Bulgarije, Tsjechië, Turkije, Slovenië, Servië en Griekenland aan, als voorprogramma van de Braziliaanse band Soulfly.
Op 23 april 2006 speelde de groep samen met Subsonica voor 11.000 man in Turijn, ter gelegenheid van het spektakel Volumi all'idrogeno, geproduceerd door hetzelfde Subsonica in samenwerking met de Italiaanse stichting voor het boek, de muziek en de cultuur, en de gemeente Turijn. In mei van datzelfde jaar kwam vervolgens de tweede single Inno all'odio uit, met een videoclip die voor het overgrote deel bestond uit beelden die door fans van de band waren opgenomen. De band had eerder aangekondigd een dergelijke videoclip voor ogen te hebben en nodigde zijn fans uit om daaraan mee te werken. In september van dat jaar speelden ze vervolgens nog op de MTV Day.

### Venarial 1995, Horror Vacui & "10"
In januari 2007 kwam vervolgens een "nieuw" album uit, Venareal 1995, dat tien oude Italiaanstalige demo's van de groep bevat, samen met twee nieuwe Engelse nummers. De verschijning van het album viel samen met een hernieuwde Italiaanse tournee.
In het najaar van 2007 bevond de groep zich aan de Amerikaanse oostkust voor de opnamen van een nieuw album, Horror Vacui, dat op 8 februari 2008 uitkwam. Inmiddels werd de groep gesponsord, onder andere door gitarenmerk Gibson. Van het album Horror Vacui kwamen aanvankelijk twee singles uit, te weten Il mostro en Sogni risplendono, een samenwerking met de Italiaanse popzanger Tiziano Ferro. Later kwam nog een derde single met videoclip uit: La Nuova Musica Italiana, een aanklacht tegen de gevestigde Italiaanse popmuziek, die altijd maar hetzelfde zou zijn. Om dit punt kracht bij te zetten, zijn in de video verschillende opkomende Italiaanse 'alternatieve' bands en artiesten te zien, waaronder "My Awesome Mixtape" en zangeres Meg, buiten een aantal bekendere gezichten als Caparezza en Subsonica.
Tijdens een concert te Modena vond een soort 'terugkeer naar de oorsprong' plaats toen Linea 77 optrad in het voorprogramma van Rage Against the Machine, als coverband, zoals ze oorspronkelijk begonnen waren. Aan het einde van diezelfde maand speelden ze op het Heineken Jammin' Festival in Venetië.
In september 2009 ging de groep in Californië de studio in om te werken aan een nieuw album, dat uiteindelijk in april 2010 onder de titel 10 uitkwam. Opvallend is dat voor het eerst sinds hun originele demo's een geheel nieuw album met louter Italiaanse nummers verscheen. Als singles kwamen Vertigine en Aspettando meteoriti uit.

### Recentere evenementen
In de loop van 2012 vond er een aantal grote verschuivingen binnen de band plaats. De bassist wisselde zijn instrument in voor een gitaar (tweede gitarist), terwijl diens plaats werd ingenomen door een van de roadies van de groep, "Maggio" genoemd. Tijdens het schrijven van het album La speranza è una trappola ("Hoop is een val") leidden uiteenlopende muzikale ideeën ertoe dat zanger Emiliano ("Emi") ertoe werd "uitgenodigd" uit de band te stappen. Uiteindelijk zou dit ertoe leiden dat oud-bassist "Dade" de tweede zangpartij voor zijn rekening nam, terwijl een nieuwe tweede gitarist werd aangetrokken in de gedaante van Paolo Paganelli. Buiten vijf singles leidde het nieuwe album ook tot een nieuwe tournee, die tot in 2013 doorliep.